# Petr Nouza
Petr Nouza (Praga, 9 settembre 1998) è un tennista ceco.
Specialista del doppio, vanta due titoli nel circuito maggiore, diversi altri nei tornei Challenger e ha raggiunto il miglior ranking ATP nel luglio 2025 alla 56ª posizione mondiale. Nelle prove del Grande Slam ha raggiunto il terzo turno al torneo di Wimbledon 2025.

## Statistiche

### Doppio

#### Vittorie (2)
| Legenda doppio       |
| Grande Slam (0)      |
| ATP Finals (0)       |
| ATP Masters 1000 (0) |
| ATP Tour 500 (0)     |
| ATP Tour 250 (2)     |

| N. | Data           | Torneo                             | Superficie  | Compagno    | Avversari in finale              | Punteggio           |
| 1. | 5 aprile 2025  | Grand Prix Hassan II, Marrakech    | Terra rossa | Patrik Rikl | Hugo Nys Édouard Roger-Vasselin  | 6-3, 6-4            |
| 2. | 27 luglio 2025 | Austrian Open Kitzbühel, Kitzbühel | Terra rossa | Patrik Rikl | Neil Oberleitner Joel Schwärzler | 1-6, 7-6(3), [10-5] |

#### Finali perse (1)
| Legenda doppio       |
| Grande Slam (0)      |
| ATP Finals (0)       |
| ATP Masters 1000 (0) |
| ATP Tour 500 (0)     |
| ATP Tour 250 (1)     |

| N. | Data            | Torneo                    | Superficie  | Compagno    | Avversari in finale           | Punteggio |
| 1. | 20 ottobre 2024 | Stockholm Open, Stoccolma | Cemento (i) | Patrik Rikl | Harri Heliövaara Henry Patten | 5-7, 3-6  |

### Tornei minori

#### Doppio

##### Vittorie (28)
| Legenda tornei minori |
| Challenger (12)       |
| ITF (16)              |

| N.  | Data              | Torneo                                | Superficie   | Compagno           | Avversari in finale                     | Punteggio        |
| 1.  | 7 gennaio 2023    | Oeiras indoor, Oeiras                 | Cemento (i)  | Victor Vlad Cornea | Jonathan Eysseric Pierre-Hugues Herbert | 6-3, 7-6(3)      |
| 2.  | 6 maggio 2023     | I. ČLTK Prague Open, Praga            | Terra rossa  | Andrew Paulson     | Jiří Barnat Jan Hrazdil                 | 6-4, 6-3         |
| 3.  | 26 maggio 2023    | Macedonian Open, Skopje               | Terra rossa  | Andrew Paulson     | Sriram Balaji Jeevan Nedunchezhiyan     | 7-6(5), 6-3      |
| 4.  | 23 giugno 2023    | Poznań Open, Poznań                   | Terra rossa  | Karol Drzewiecki   | Ariel Behar Adam Pavlásek               | 7-6(2), 7-6(2)   |
| 5.  | 5 agosto 2023     | Liberec Open, Liberec                 | Terra rossa  | Andrew Paulson     | Neil Oberleitner Tim Sandkaulen         | 6-3, 6-4         |
| 6.  | 25 agosto 2023    | Prague Open Challenger III, Praga     | Terra rossa  | Andrew Paulson     | Filip Bergevi Mick Veldheer             | 7-5, 6-3         |
| 7.  | 10 febbraio 2024  | Nottingham Challenger, Nottingham     | Cemento (i)  | Patrik Rikl        | Antoine Escoffier Joshua Paris          | 6-3, 7-6(3)      |
| 8.  | 24 febbraio 2024  | Tenerife Challenger II, Tenerife      | Cemento      | Patrik Rikl        | Sander Arends Sem Verbeek               | 6-4, 4-6, [11-9] |
| 9.  | 4 agosto 2024     | San Marino Open, San Marino           | Terra rossa  | Patrik Rikl        | Théo Arribagé Orlando Luz               | 1-6, 7-5, [10-6] |
| 10. | 7 settembre 2024  | Copa Sevilla, Siviglia                | Terra gialla | Patrik Rikl        | George Goldhoff Fernando Romboli        | 6-3, 6-2         |
| 11. | 21 settembre 2024 | Bad Waltersdorf Open, Bad Waltersdorf | Terra rossa  | Patrik Rikl        | Guido Andreozzi Sriram Balaji           | 6-4, 4-6, [10-5] |
| 12. | 7 giugno 2025     | Czech Open, Prostějov                 | Terra rossa  | Patrik Rikl        | Lukáš Pokorný Dalibor Svrčina           | 4-6, 6-3, [10-4] |